# Нижний Катарач
Нижний Катарач — деревня в Талицком городском округе Свердловской области, Россия.

## Географическое положение
Деревня Нижний Катарач муниципального образования «Талицкого городского округа» Свердловской области находится на расстоянии 46 километров (по автотрассе в 58 километрах) к юго-востоку от города Талица, на берегах реки Ручей Бутка (правый приток реки Бутка, бассейн реки Пышма), в устье реки Катарач.

## Население
| 2002 | 2010 | 2021 |
| ---- | ---- | ---- |
| 575  | ↘412 | ↘322 |